# Johann Peter Mirer
Johann Peter Mirer (Obersaxen, 2 ottobre 1778 – San Gallo, 30 agosto 1862) è stato un vescovo cattolico svizzero.

## Biografia
Nel 1836 fu nominato vicario apostolico di San Gallo. Dal 20 aprile 1847 al 30 agosto 1862, data della sua morte, fu vescovo di San Gallo.

## Genealogia episcopale e successione apostolica
La genealogia episcopale è:
- Cardinale Scipione Rebiba
- Cardinale Giulio Antonio Santori
- Cardinale Girolamo Bernerio, O.P.
- Arcivescovo Galeazzo Sanvitale
- Cardinale Ludovico Ludovisi
- Cardinale Luigi Caetani
- Cardinale Ulderico Carpegna
- Cardinale Paluzzo Paluzzi Altieri degli Albertoni
- Papa Benedetto XIII
- Papa Benedetto XIV
- Papa Clemente XIII
- Cardinale Marcantonio Colonna
- Cardinale Giacinto Sigismondo Gerdil, B.
- Cardinale Giulio Maria della Somaglia
- Cardinale Carlo Odescalchi, S.I.
- Cardinale Costantino Patrizi Naro
- Arcivescovo Alessandro Macioti
- Vescovo Johann Peter Mirer

La successione apostolica è:
- Vescovo Karl Arnold-Obrist (1855)